# Angeline Murimirwa
Angeline Murimirwa (nascida Mugwendere) é uma feminista zimbabueana, diretora executiva da Camfed na África. Murimirwa foi incluída na lista de 100 mulheres mais influentes da BBC em 2017.

## Carreira
Murimirwa cresceu em Denhere na zona rural do Zimbábue. Na década de 90, foi uma das primeiras garotas a receber uma bolsa de estudo pela Camfed para cursar o ensino médio. O programa incluía dinheiro para a sua educação, bem como uniforme, sapatos e material escolar. Camfed é uma instituição de caridade criada por Ann Cotton, que conheceu Murimirwa no Zimbabwe, para apoiar garotas a irem para a escola, que de outra forma teriam a educação negada por conta da pobreza. Desde 2014, a Camfed tem fornecido apoio financeiro e educacional para mais de três milhões de garotas.
Antes de sua nomeação como diretora executiva da Camfed África, Murimirwa trabalhou como diretora executiva regional do Sul e Leste da África. Em 1998, Murimirwa ajudou a criar a Camfed Alumnae Network (CAMA), que começou com algumas centenas de mulheres. Em 2012, a CAMA tinha 17.000 membros em cinco países africanos. A rede comemorou 100.000 membros em 2017. Em 2005, Murimirwa palestrou em um fórum na Global Exchange, e em 2006, foi laureada com o prêmio Women's Creativity in Rural Life da Fundação Women's World Summit. Murimirwa foi destaque no livro Half the Sky dos romancistas ganhadores do Prêmio Pulitzer, Sheryl WuDunn e Nicholas Kristof. Em 2014, ela falou em um evento com Michelle Obama. Em 2016, Murimirwa participou de um evento da Camfed onde Julia Gillard, ex-Primeira-Ministra da Austrália, tornou-se patrona da organização. Durante o evento, Murimirwa afirmou sobre a Camfed: "As soluções localmente adaptadas, respeitadoras do contexto e construídas a partir de recursos locais, são fundamentais para o nosso sucesso". Em 2017, ela foi premiada com o Diamond Ball Honors Award da Fundação Clara Lionel. No evento, Murimirwa falou sobre sua jornada pessoal, da pobreza para as suas funções atuais na Camfed, e dedicou o prêmio aos 100.000 membros da Camfed Alumnae. O evento contou com a presença de celebridades, incluindo Dave Chappelle, Rihanna, Kendrick Lamar, e Calvin Harris. Além de seu trabalho, Murimirwa é casada e tem quatro filhos.

## Reconhecimento
É uma das 100 Mulheres da lista da BBC de 2017.